# Pfarrkirche Grafendorf im Gailtal

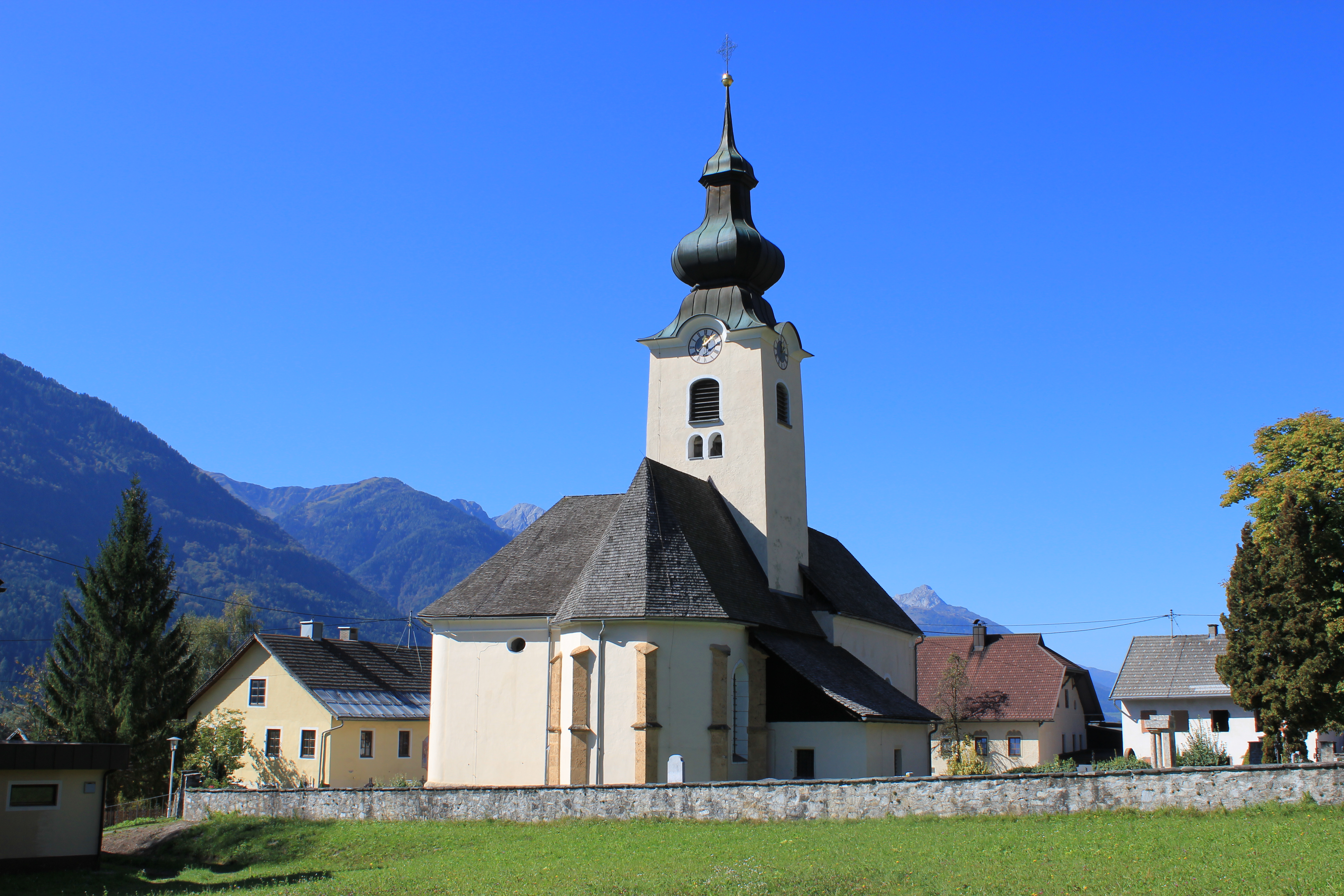
Pfarrkirche Grafendorf

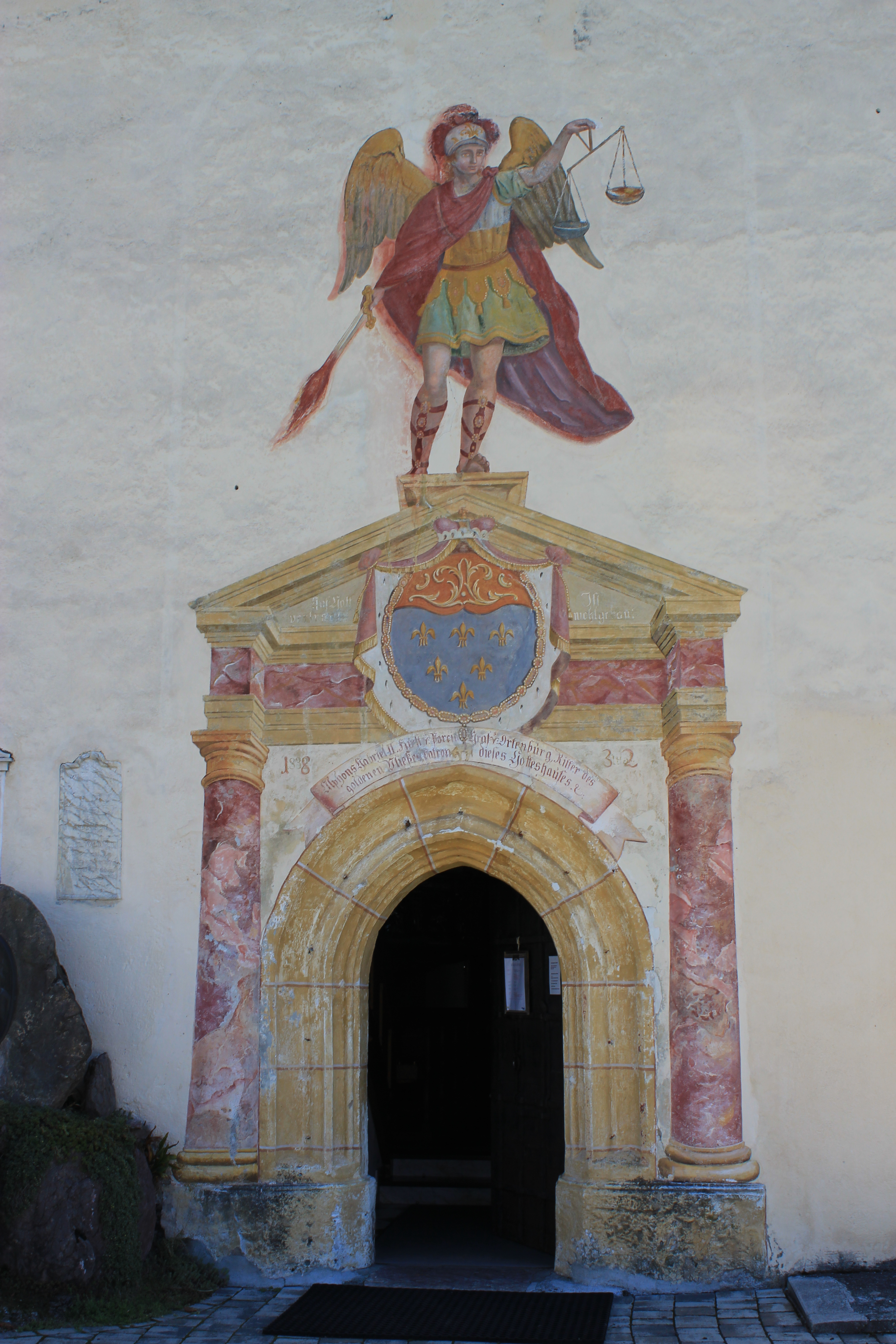
Westportal

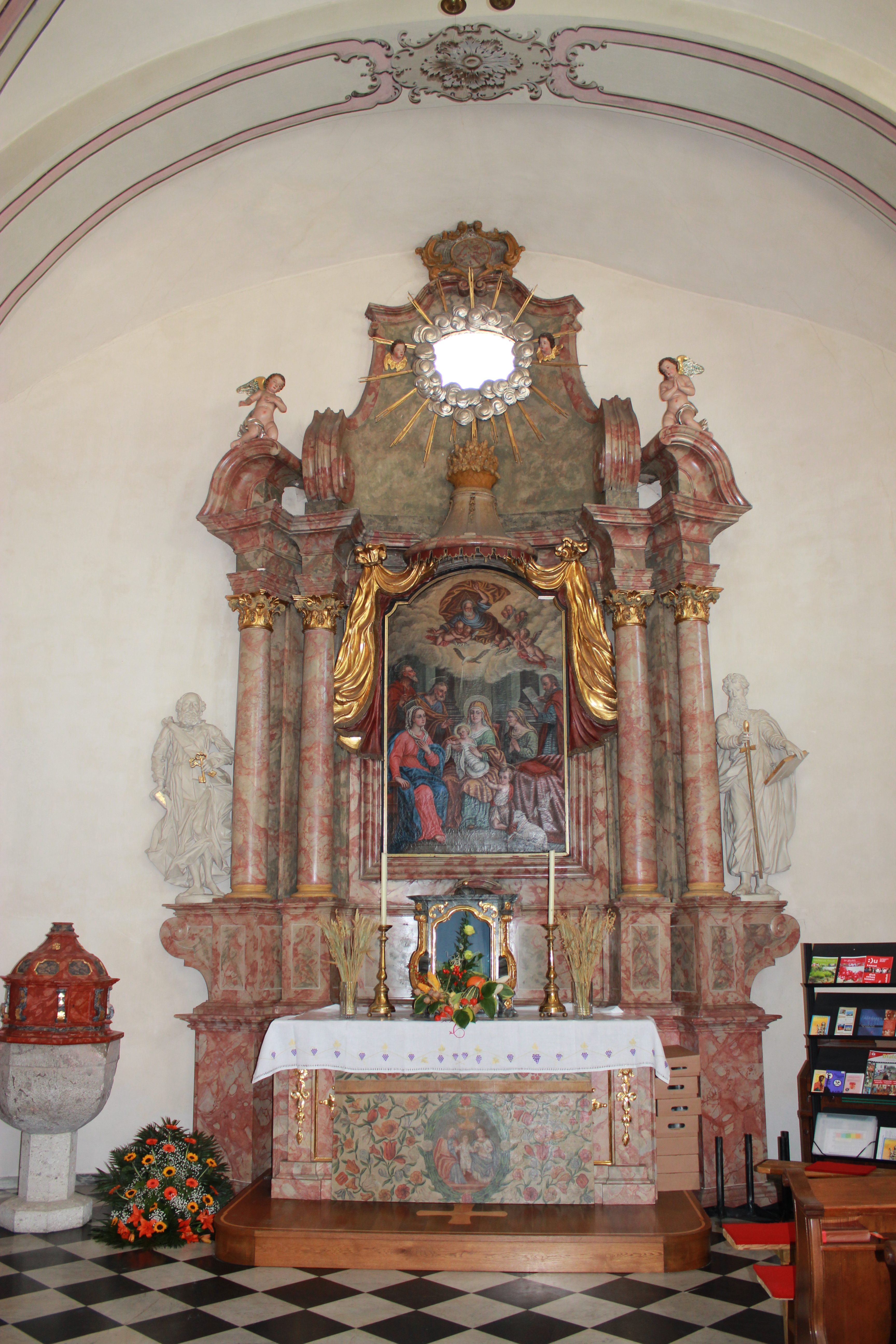
Altar in der Seitenkapelle

Die römisch-katholische Pfarrkirche Grafendorf in der Gemeinde Kirchbach im Gailtal ist dem heiligen Michael geweiht. Zu dieser Pfarrgemeinde gehören auch die Filialkirchen Kattlingberg, Nölbling und die romanische Kirche am Wieserberg. Als Pfarre wurde Grafendorf erstmals 1296 genannt.

## Baubeschreibung
Bei der Kirche handelt es sich um einen romanisch-gotischen Bau mit barocken Zubauten. Die ursprüngliche Chorturmkirche stammt im Kern aus dem 12. Jahrhundert. Der spätgotische, einjochige Chor mit Fünfachtelschluss und übereck gestellten Strebepfeilern wurde vor 1514 errichtet. Der zwischen dem Chor und dem Langhaus stehende Turm besitzt barocke Korbbogen-Schallfenster und einen barocken Zwiebelhelm. In der Barockzeit wurden nordseitig eine Sakristei und südseitig eine Kapelle angebaut. Der Chor besitzt zwei Lanzettfenster, die neu verglast wurden. Am Langhaus und am Kapellenanbau befinden sich barocke Rundbogenfenster. An der Südseite des Langhauses wurde ein kleines romanisches Rundbogenfenster freigelegt. Daneben haben sich Reste eines Christophorusfreskos aus dem 13. Jahrhundert erhalten.
Das spätgotische, spitzbogige und profilierte Westportal mit eisenbeschlagener Tür wird von einer gemalten Säulenädikula umrahmt. Im Giebelfeld ist das Wappen der Porcia und ein Spruchband mit Stiftungsinschrift von Alfons Gabriel von Porcia aus dem Jahre 1832 dargestellt. Darüber befindet sich ein Bild des Erzengels Michael.
Über dem vierjochigen Langhaus erhebt sich ein Sterngratgewölbe, das an der Nordseite in gekehlte Wandpfeiler mit halbrunden Vorlagen, an der Südseite in Konsolen eines in die Arme gestützten Kopfes, bzw. in den beiden Westjochen in Wandpfeiler übergeht. Die spätbarocke Holzempore besitzt eine vorschwingende Brüstung.
Im Chor erhebt sich ein Netzrippengewölbe über polygonalen Wandvorlagen. Das Fresko an der Chorschlusswand mit einer Darstellung des Jüngsten Gerichts, dem Erzengel Michael und der Muttergottes mit Kind entstand 1514 und wurde 1947 freigelegt. In der Nordwand des Chorjoches befindet sich der Zugang zur Sakristei mit Flachdecke und Korbbogenfenster. Im Turmjoch (Vierung) ruht ein spätgotischer Netzrippenstern auf Kopfkonsolen. Das Turmjoch öffnet sich zum Chor mit einem spitzbogigen, abgefasten Triumphbogen, zum Langhaus mit einem breiten, abgefasten Spitzbogen und zur südlichen Kapelle mit einer etwas niedrigeren Spitzbogenöffnung. Das Tonnengewölbe mit Stichkappen in der zweijochigen Südkapelle mit Altarkonche wird durch Gurtbögen auf Pilastern gegliedert.

## Ausstattung
Der Hochaltar aus dem letzten Viertel des 17. Jahrhunderts wurde im 18. Jahrhundert teilweise erneuert und trägt eine Figur des Erzengels Michael mit Schwert und Seelenwaage. Das Oberbild zeigt die Verkündigung.
Der rechte Seitenaltar aus dem letzten Viertel des 17. Jahrhunderts besteht aus einer Ädikula über kleinem Sockel mit gestaffelter Doppelsäulenstellung und einem Volutengiebel mit kleinem Aufsatz als Füllung. Er wird von weit ausholenden, seitlichen Knorpelwerksohren und Fruchtgehänge am verkröpften Gesims geschmückt. Den Mittelpunkt des Altars bildet eine plastische Darstellung des Unterrichts Mariens aus dem 16. Jahrhundert. Am Oberbild ist eine weibliche Heilige zu sehen. Seitlich sitzen auf den Voluten Engelsfiguren.
Der spätbarocke Wandaltar in der Südkapelle stammt vom Ende des 18. Jahrhunderts. Das Altarblatt mit der Darstellung der heiligen Sippe wird von den Statuen der Apostelfürsten Petrus und Paulus flankiert.
Die Kanzel entstand im dritten Viertel des 18. Jahrhunderts. Am Kanzelkorb sitzen die Figuren der vier Evangelisten. Die Kanzelrückwand bildet ein Relief des Guten Hirten.
Der spätgotische Taufstein wird durch einen barocken Aufsatz ergänzt.
In der Kirche wird eine in der Mitte des 15. Jahrhunderts gefertigte Figur der heiligen Helena aus der Kirche am Wieserberg aufbewahrt.